# Скрипкин, Анатолий Степанович
Анато́лий Степа́нович Скри́пкин (28 ноября 1940, Нижнеглебовка, Краснодарский край — 14 августа 2021, Волгоград) — российский археолог, доктор исторических наук (1992), профессор. Специалист в области сарматской археологии.

## Биография
Родился в с. Нижняя Глебовка Кущёвского района Краснодарского края. В 1966 году окончил исторический факультет Волгоградского государственного педагогического института. В 1970—1973 годах обучался в аспирантуре Института археологии Академии наук СССР. В 1974 году под руководством К. Ф. Смирнова защитил диссертацию на тему «Позднесарматская культура Нижнего Поволжья». В 1992 году в качестве докторской диссертации представил научный доклад «Азиатская Сарматия: проблемы хронологии и её исторический аспект», по результатам обсуждения которого ему присуждена научная степень доктора исторических наук.
Один из первых организаторов археологической науки Волгограда. Создал археологические лаборатории при ВГПИ (1975 г.) и ВолГУ (1981 г.). Являлся одним из первых преподавателей, принятых в штат ВолГУ. В годы основания временно был проректором университета по учебной и научной работе (1981). При его непосредственном участии в ВолГУ была сформирована кафедра археологии, древней и средневековой истории, НИИ Археологии Нижнего Поволжья и Лаборатория палеоантропологических исследований.

## Научная деятельность
Область научных интересов: сарматы, савроматы.
Вплоть до 1980-х гг. исследователь занимался разработкой позднесарматской тематики, а завершился этот этап его научной деятельности изданием монографии по археологии Нижнего Поволжья в первые века нашей эры.
Со второй половины 1980-х гг. появляется целая серия работ исследователя, посвящённых проблеме соотношения раннесарматской и среднесарматской культур. Эти работы вылились в фундаментальную труд «Азиатская Сармати: проблемы хронологии и её исторический аспект» (1990). Данная книга была предложенна А. С. Скрипкиным в качестве научного доклада, представленного в качестве диссертации на соискание учёной степени доктора исторических наук, которую он защитил в 1992 г. на учёном совете ИА РАН. С начала 1990-х гг. автор включается в разработку проблем, связанных с функционированием в древности Великого шёлкового пути, исторических связей степных кочевников Волго-Уральского региона с племенами Южной Сибири, Алтая и Китая. Параллельно с этими исследованиями Скрипкин участвовал в реализации совместного с итальянскими и российскими учёными проекта по статистической обработке материалов погребальных памятников Азиатской Сарматии.
А. С. Скрипкин являлся инициатором и бессменным ответственным редактором одного из крупных специальных изданий по археологии «Нижневолжский археологический вестник».
А. С. Скрипкин внес большой вклад в развитие археологической науки в Нижнем Поволжье. По его инициативе и непосредственном участии были созданы археологические лаборатории при Волгоградском педагогическом институте и Волгоградском государственном университете, открыта палеоантропологическая лаборатория, единственная пока[когда?] в Нижневолжском регионе. Сформирована кафедра археологии, древней и средневековой истории (ныне кафедра археологии и зарубежной истории) при Волгоградском госуниверситете, на которой работают его ученики, там была открыта аспирантура и докторантура по археологии.
Благодаря активному участию А. С. Скрипкина в Волгоградском госуниверситете был создан НИИ археологии Нижнего Поволжья, который выполнял функцию координации археологических исследований в регионе.
А. С. Скрипкин являлся ответственным редактором основанного им «Нижневолжского археологического вестника». Он также участвует в работе редакционных коллегий ряда периодических изданий по археологии и истории в Волгограде и Саратове. В настоящее время[когда?] по его инициативе был создан творческий коллектив, объединивший ученых поволжских городов, академических институтов Москвы и Санкт-Петербурга, по подготовке и изданию «Археологии Нижнего Поволжья» в 4-х томах. В настоящее время[когда?] вышел первый том, посвящённый каменному веку региона.
А. С. Скрипкин автор более 260 научных и учебно-методических работ, издававшихся в центральных и местных издательствах, а также в Италии, Германии, Англии, США. Его научные работы посвящены фундаментальным проблемам археологии раннего железного века юга России. Они внесли существенный вклад в изучение истории сарматов, в разработку хронологии и периодизации их культуры, в реконструкцию этнополитических и этнокультурных процессов, в исследование проблем экономических связей в эпоху раннего железного века Юго-Восточной Европы, а также функционирования Великого шёлкового пути.
Под руководством А. С. Скрипкина или при его участии исследовались археологические памятники на территории Поволжья, Подонья, Калмыкии, Кубани, Украины. Он был одним из руководителей российско-американской археологической экспедиции, организованной Волгоградским и Мэнсфилдским университетами, проводившей раскопки в Нижнем Поволжье и в штате Пенсильвания в США (1997—2001 гг.).
А. С. Скрипкин является основателем общепризнанной волгоградской научной школы по сарматской археологии. В течение более тридцати лет он руководил кафедрами исторического профиля, внес существенный вклад в развитие высшего образования, выражающийся в совершенствовании учебно-методической работы, в организации научной работы студентов. С его именем связано становление Волгоградского государственного университета, первым преподавателем которого с момента его основания он является. Он приглашался для чтения лекций в университеты[какие?] Чехии, Китая, Германии.
За заслуги в области высшего образования СССР А. С. Скрипкин награждён нагрудным знаком «За отличные успехи в работе» и за заслуги в области высшего образования России нагрудным знаком «Почетный работник высшего образования России».
Археологическими экспедициями под руководством А. С. Скрипкина были раскопаны курганные могильники Ютаевка (Иловлинский район, 1967), Нехаевский, Мазин (Нехаевский район, 1969, 1970), Котлубань (Дубовский район, 1971), Рыбный (Николаевский район, 1976), Быково, Могута, Красноселец, Верхний Балыклей (Быковский район, 1975—1980), Гусевка (Ольховский район, 2003), святилище у станицы Трехостровская (Иловлинский р-н, 1997, 2002).
А. С. Скрипкиным опубликовано более 260 научных трудов, среди которых известностью пользуются такие монографии как «Нижнее Поволжье в первые века нашей эры» (1984), «Азиатская Сарматия: проблемы хронологии и её исторический аспект» (1990), «История Волгоградского края от каменного века до Золотой Орды» (2008). Его научные работы издавались в Италии, Германии, Англии, США.

## Основные публикации
Список основных публикаций:
- Фибулы Нижнего Поволжья // Советская археология. — 1977. — № 2. — С. 100—120; Азиатская Сарматия во II—IV вв. (некоторые проблемы исследования) // Советская археология. — 1982. — № 2. — С. 43-56.
- Нижнее Поволжье в первые века нашей эры. — Саратов : Изд-во СГУ, 1984. — 149 с..
- Азиатская Сарматия : проблемы хронологии и её исторический аспект. — Саратов : Изд-во СГУ, 1990. — 300 с.
- Об уточнении хронологии сарматских культур // Проблемы хронологии сарматской культуры : сб. ст. — Саратов,1992. — С. 3-24.
- Великий шелковый путь в истории юга России // Российский исторический журнал. — 1994. — № 1. — С. 3-15.
- К вопросу этнической истории сарматов первых веков нашей эры // Вестник древней истории. — 1996. — № 1. — С. 160—170.
- Этюды по истории и культуре сарматов : учеб. пособие. — Волгоград : Изд-во Волгогр. гос. ун-та, 1997. — 104 с.
- Новые аспекты в изучении истории материальной культуры сарматов // Нижневолжский археологический вестник. — Волгоград, 2000. — Вып. 3. — С. 17-40.
- Об одной попытке модернизации сарматской периодизации // Российская археология. — 2002. — № 1. — С. 101—112. — Соавт.: В. М. Клепиков, М. Г. Мошкова.
- К критике источников исследований, посвященных реконструкции торговых путей в скифо-сарматское время // Вестник древней истории. — 2003. — № 3. — С. 194—203.
- История Волгоградской земли до основания города. — Волгоград : Изд-во Волгогр. гос. ун-та, 2005. — 204 с.
- Позднесарматская культура междуречья Волги и Дона. Проблема становления и развития // Российская археология. — 2006. — № 1. — С. 124—136. — Соавт.: М. В. Кривошеев.
- История Волгоградского края от каменного века до Золотой Орды. — Волгоград : Издатель, 2008. — 208 с.
- Скрипкин А. С. Сарматы / Рец.: А. П. Медведев, С. Ю. Монахов; Волгогр. гос. ун-т. — Волгоград: Изд-во ВолГУ, 2017. — 296 с. — 500 экз. — ISBN 978-5-9669-1711-1.

## Награды и премии
- Заслуженный деятель науки РФ (2006).
- Консультант Областной Думы по вопросам истории и культуры.
- Председатель Научно-методического совета Волгоградского областного краеведческого музея.

- Почетная Грамота. ВГПИ. За успехи в социалистическом соревновании.
- Почетная Грамота. Ректорат Волгоградского государственного университета. За доблестный труд по подготовке высококвалифицированных специалистов с высшим образованием и особые заслуги в области руководства работой кафедры археологии, древней и средневековой истории
- Почетная Грамота. Президиум Волгоградского областного совета профессиональных союзов. В связи с 20-летием со дня основания Волгоградского государственного университета, за большой вклад в дело подготовки профессиональных кадров высшей квалификации и активное взаимодействие с отраслевым профсоюзом.
- Почетная Грамота. Глава администрации Волгоградской области. За большой вклад в сохранение историко-культурного наследия Волгоградской области и в связи с 60-летием со дня рождения.
- Благодарственное письмо представителя Волгоградской областной думы. За большой вклад в дело сохранения, изучения и пропаганду историко-культурного наследия Волгоградской области и в связи с Международным днем памятников и исторических мест.
- Благодарственное письмо главы Администрации Волгоградской области. За многолетний добросовестный труд, большой вклад в социально-экономическое развитие Волгоградской области и в связи с 70-летием со дня образования Советского района г. Волгограда.
- Благодарственное Письмо главы Администрации Волгоградской области. За большой вклад в развитие краеведения и патриотическое воспитание молодежи.
- Почетная Грамота Правительства республики Калмыкии. За заслуги в разработке приоритетных направлений науки, создания научной школы, воспитании и подготовке научных кадров высшей квалификации для Республики Калмыкия.
- Почетная Грамота. За активную и плодотворную работу по подготовке научных и научно-педагогических кадров. В связи с 20-летием открытия аспирантуры.
- Почетная Грамота. За многолетнее сотрудничество в деле изучения, сохранения и пропаганды культурно-исторического наследия Волгоградской области.
- Диплом лауреата премии Волгоградской области в сфере науки и техники 2007 год. За иллюстрированное научно-популярное издание «Волго-Ахтубинская пойма — природный дар человечеству».
- Благодарственное Письмо. Волгоградская областная дума. За значительный вклад в укрепление научного потенциала региона, успехи в научно-исследовательской работе и в связи с празднованием Дня российской науки.
- Почетная Грамота. За многолетний и плодотворный труд, достигнутые успехи в изучении истории родного края.

Почетные звания, нагрудные знаки:
- Медаль «Ветеран труда»
- Нагрудный знак «За активную работу в Обществе»
- Нагрудный знак «За отличные успехи в работе»
- Нагрудный знак «Почетный работник Высшего образования России»
- Медаль «За заслуги»
- Свидетельство о награждении
- Почетный знак города-героя Волгограда «За верность Отечеству»
- Почетное звание «Заслуженный деятель науки Российской Федерации»
- Почетное звание «Хранитель традиций»